# Barbeya oleoides
Barbeya oleoides là danh pháp khoa học của loài duy nhất trong chi Barbeya và họ Barbeyaceae. Nó là loài cây gỗ nhỏ bản địa của vùng núi Somalia, Ethiopia và bán đảo Ả Rập. Nó có thể được tìm thấy tại vùng chuyển tiếp giữa các khu rừng miền núi châu Phi khô cằn với cùng vùng đất cây bụi có độ cao nhỏ. Loài này có thể được nhận ra bởi các lá mọc đối, mép lá nguyên, không có lá kèm với lớp lông dày dặc màu trắng trên mặt dưới của lá và các cụm hoa hình xim có cuống ngắn, mọc bên. Các hoa nhỏ, thụ phấn nhờ gió và với bao hoa một dãy và quả kiên nhỏ được phát triển bởi bao hoa đồng phát triển.